# Universal Negro Improvement Association and African Communities League

Bandiera UNIA del 1920.

La Universal Negro Improvement Association and African Communities League (acronimo inglese UNIA-ACL o semplicemente UNIA) è un'organizzazione internazionale creata da Marcus Garvey a Kingston, in Giamaica nel 1914. Si tratta di un'organizzazione pan-africanista il cui motto è "un dio, un oggetto, una destinazione." L'organizzazione è conosciuta anche con la sua sigla in inglese.
Ebbe l'obiettivo del superamento del razzismo, dell'autosufficienza economica dei popoli di colore e della formazione di una nazione nera in Africa, e si rivolse primariamente al bacino della popolazione di colore degli Stati Uniti.
Nata in Giamaica, la sua influenza fu però sentita nelle principali aree di colore delle città statunitensi negli anni Venti dello scorso millennio.
Nonostante il forte richiamo che ebbe sulle popolazioni colorate povere dei ghetti urbani, fu contrastata dai leaders dei vari movimenti neri statunitensi che considerarono il fondatore Garvey un impostore, in particolare quando Garvey annunciò la fondazione dell'Impero d'Africa con lui presidente provvisorio. Ne nacque una battaglia legale, che terminò per altri motivi quando Garvey fu accusato di frode dei fondi destinati alla causa della sua associazione. Nel 1927 il presidente Coolidge lo perdonò  ma lo fece espellere dagli USA come straniero indesiderabile.
Da quel momento l'associazione, pur rimanendo in vita, non riuscì a raggiungere più un livello significativo, si divise in due componenti separate, ed ebbe tutta la storia dettagliata riportata qui di seguito. In ogni caso nella prima fase la sua influenza raggiunse molti colorati sui due lati dell'Atlantico, e in qualche modo fu una delle cause latenti di origine del movimento Black Nationalism sorto e sviluppatosi dopo la seconda guerra mondiale.
Secondo il preambolo della sua costituzione del 1929 e successive modifiche, l'UNIA è una società amichevole, umanitaria, caritatevole, educativa, istituzionale, costruttiva e vasta, fondata da persone che desiderano fare il massimo per l'emancipazione del popolo africano e delle persone di discendenza africana in tutto il mondo. I membri si impegnano a fare tutto ciò che è in loro potere per preservare i diritti della loro razza e rispettare i diritti di tutti gli uomini. Credono nella fratellanza tra gli uomini e nella paternità di Dio.
La vastità della missione dell'UNIA-ACL ha portato alla creazione di numerosi organi ausiliari, tra cui la Universal African Legion, un gruppo paramilitare, la African Black Cross Society, le infermiere della Croce Nera (Black Cross Nurses), gli Universal African Motor Corps, i Black Eagle Flying Corps la Black Cross Trading and Navigation Corporation e la Negro Factories Corporation.

## Nome
In un articolo intitolato The Negro's Greatest Enemy pubblicato in Current Hystory nel settembre del 1923, Gravey spiegava così l'origine del nome dell'organizzazione:

## Storia
All'età di 23 anni, Garvey partì per un viaggio in America Centrale e in seguito si trasferì per un po' in Inghilterra. Durante i suoi viaggi si convinse che unire i neri era il solo modo per migliorare la loro condizione. Al fine di perseguire la sua idea, il 14 giugno 1914 ripartì per la Giamaica. In agosto fondò l'UNIA, con lo scopo di unire tutta l'Africa e le persone che da lì provenivano in "una grande gerarchia razziale". In seguito viaggiò negli Stati Uniti e inaugurò la divisione UNIA di New York, che contava 13 membri, nel 1917. Dopo tre soli mesi, i membri dell'organizzazione erano già 3500.
Il 17 agosto 1918 venne fondato il settimanale Negro World, per esprimere le idee dell'organizzazione. Garvey scriveva un editoriale ogni settimana in cui trattava le posizioni dell'organizzazione su diversi temi relativi alle persone di ascendenza africana e all'UNIA. Conteneva inoltre una pagina dedicata alla lettrici donne. Il settimanale veniva stampato in molte lingue, raggiungendo una tiratura di 500000 copie. La pubblicazione cessò nel 1933.
Nel 1919 l'UNIA acquistò la prima delle sue numerose Libery Halls. L'edificio, che si trovava ad Harlem, aveva 6000 posti a sedere e ospitava gli incontri settimanali dell'UNIA, che si tenevano la domenica sera. Lo stesso anno, l'associazione organizzò la prima delle sue due compagnie di navigazione a vapore.

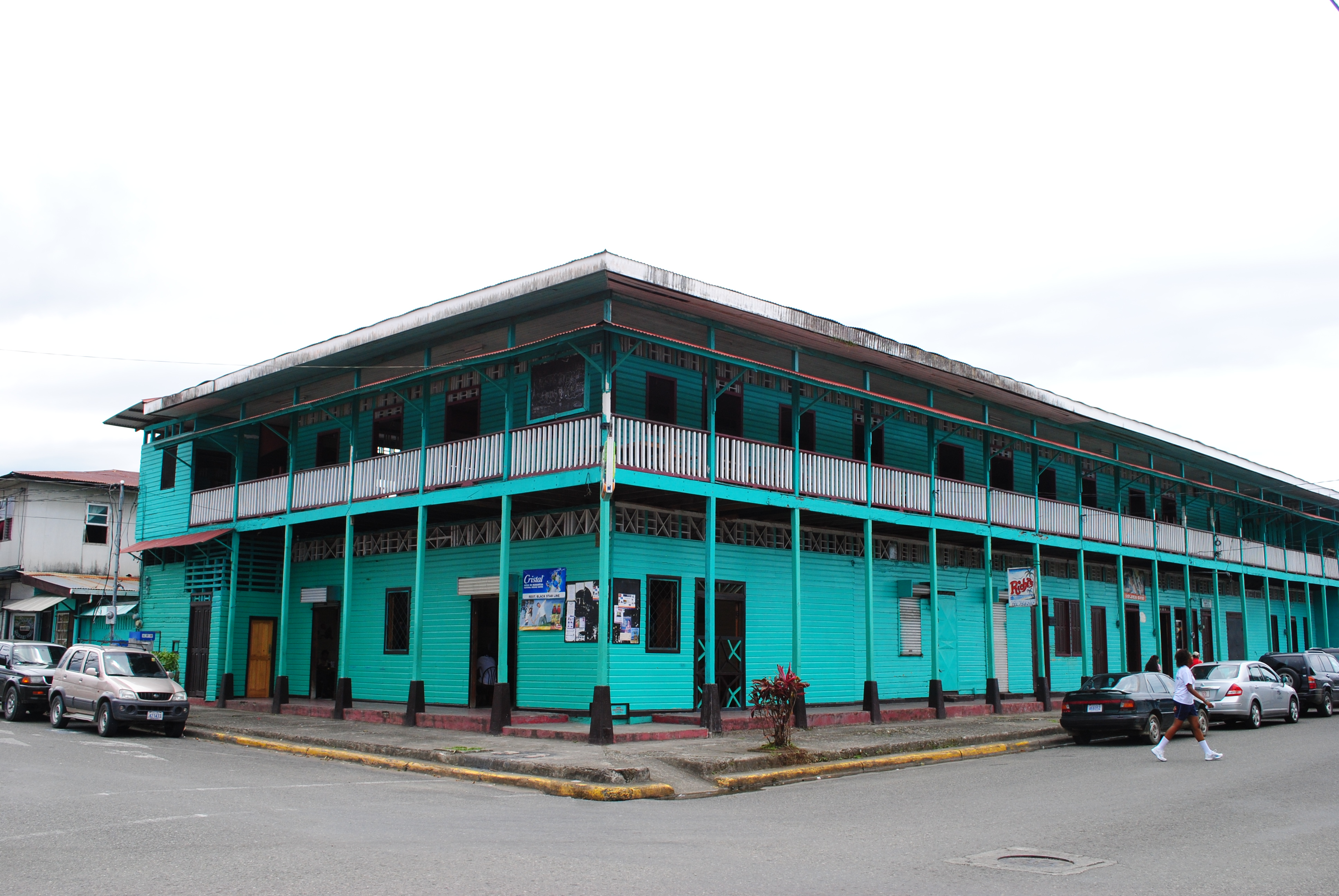
Edificio della Black Star Line a Limón, Costa Rica.

Costituita nel Delaware come una società nazionale il 27 giugno 1919, la Black Star Line, Inc. (BSL) venne capitalizzata a 10 milioni di dollari. Le azioni erano vendute a 5 dollari l'una, sia per i membri dell'UNIA, sia per chi non ne faceva parte. Il ricavato delle vendite venne usato per comprare due navi, una delle quali è stata prima usata per le gite estive e le escursioni, e poi affittata ad altre organizzazioni. In seguito, la BSL acquistò una terza nave, più piccola, progettata per il trasporto da un'isola all'altra delle Indie occidentali.

## Primo convegno internazionale

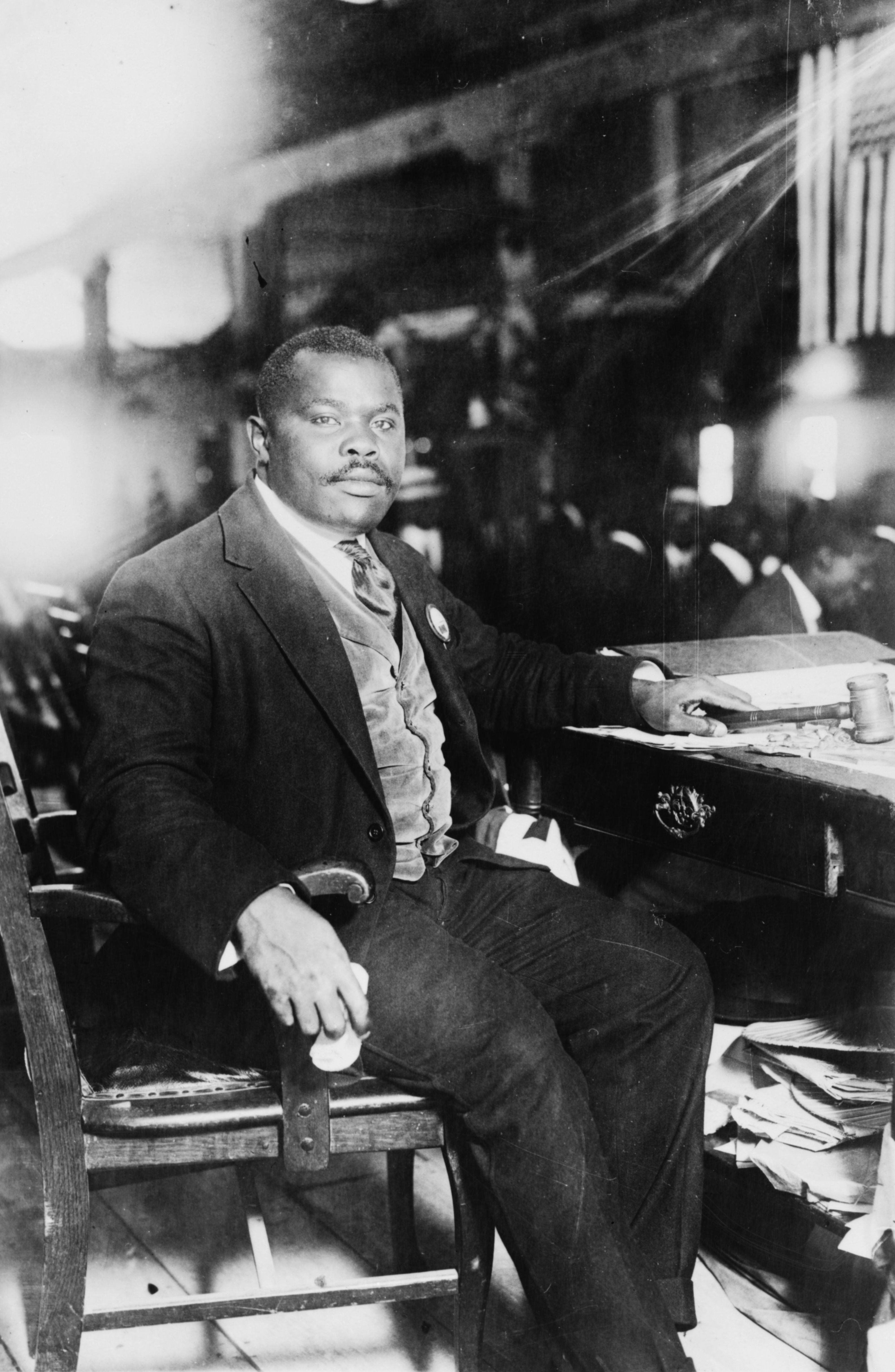
Marcus Garvey nel 1924

Nel 1920 l'associazione aveva ormai 1900 sezioni in oltre 40 Paesi. La maggior parte si trovavano negli Stati Uniti, ma c'erano uffici anche in diversi paesi caraibici, in particolare a Cuba. C'erano uffici anche a Panama, in Costa Rica, Ecuador, Venezuela, Ghana, Sierra Leone, Liberia, India, Australia, Nigeria, Namibia e Sudafrica.
Durante l'intero mese di agosto del 1920, l'UNIA tenne la sua prima convention internazionale al Madison Square Garden di New York. Il 13 agosto i 20.000 membri partecipanti promulgarono la Dichiarazione dei diritti dei negri del mondo (The Declaration of the Rights of the Negro Peoples of the World) ed elessero i leader dell'UNIA "leader dei negri del mondo".
L'organizzazione portò avanti un programma basato sulla dichiarazione dei diritti dei negri nel mondo, facendo diventare l'associazione un vero e proprio movimento nazionalista. Tra le altre cose, proclamarono la bandiera rossa, verde e nera stendardo ufficiale della razza africana e designarono la canzone "Ethiopia, Thou Land of Our Fathers" inno ufficiale dell'Africa e degli africani, in patria e nel mondo. Garvey venne inoltre eletto "presidente provvisorio dell'Africa", titolo più che altro cerimoniale.
La sfilata di apertura partì dalla sede centrale dell'UNIA, sulla 135ª ovest. Era aperta da quattro poliziotti a cavallo e dai capi della Black Star Line e della Negro Factories Corporation, seguiti da automobili che portavano Garvey, il sindaco di Monrovia (capitale della Liberia) e altri funzionari dell'UNIA, dal Black Star CLine Choir, a piedi, e da contingenti provenienti dall'America, dalle isole caraibiche, dal Canada e dalla Nigeria, tutti con i loro stendardi. Facevano parte della sfilata anche altre 500 automobili, in coda. Altre parate simili ebbero luogo nel 1922 e nel 1924. Anche dopo che Garvey ebbe lasciato Harlem, l'UNIA organizzò delle parate in agosto durante tutti gli anni venti, portando un ritratto del loro leader. I membri sfilavano in uniforme, il che aveva un grande impatto sulla folla.
Anche la Negro Factories Corporation venne costituita nel 1919, capitalizzata a 1 milione di dollari. Diede lavoro a circa 700 persone, che erano occupate in tre negozi di verdura, due ristoranti, una lavanderia, una sartoria, una stamperia e un negozio di bambole. Tuttavia, la maggioranza chiuse dal 1922.
Con l'aumentare dei suoi membri e i vari guadagni derivanti dalle sue imprese, l'UNIA comprò altre Liberty Halls negli Stati Uniti, in Canada, Costa Rica, Belize, Panama, Giava e in altri Paesi. In più, comprò anche delle fattorie in Ohio e in altri Stati e della terra a Claremont (Virginia) con l'intenzione di fondare la Liberty University.

## Programma liberiano
Nonostante l'UNIA non fosse un movimento per il ritorno in Africa, l'organizzazione lavorò per organizzare la migrazione degli afroamericani che volevano andarci. Nel 1923, una delegazione ufficiale dell'UNIA che comprendeva Robert Lincoln Poston e Henrietta Vinton Davis si recò in Liberia per trovare potenziali aree in cui stanziare i migranti e per valutare le condizioni del Paese dal punto di vista dei membri interessati a vivere in Africa.
Nel 1924 il Giudice capo della Liberia, J. J. Dossen, scrisse all'UNIA per trasmettere il supporto del governo: 
Circa due mesi dopo, però, il presidente liberiano ordinò inaspettatamente a tutti i porti della Liberia di rifiutare l'ingresso a qualunque membro del "Movimento di Garvey". Inizialmente la Liberia intendeva concedere il terreno all'UNIA facendoglielo pagare un dollaro all'acro (247 $ al km²), ma in seguito ci fu un accordo con la Firestone per la concessione dello stesso terreno di un milione di acri (circa 4000 km²) per 99 anni. L'accordo commerciale con Firestone fu un duro colpo per il programma di rimpatrio dell'UNIA.

## Era post-Garvey
Dopo la condanna e la detenzione di Garvey per frode postale nel 1925 e la sua deportazione in Giamaica nel 1927, l'organizzazione iniziò ad assumere un carattere diverso. Nel 1926, George Weston succedette a Garvey e divenne il secondo presidente dell'UNIA. Questo fece arrabbiare molti dei sostenitori di Garvey, e si generarono di conseguenza alcuni gruppo rivali, come i "Garvey Club" e altre organizzazioni che si basavano su diverse interpretazioni degli obiettivi dell'UNIA.
Di conseguenza, l'UNIA continuò ad essere nota come Universal Negro Improvement Association and African Communities League ed emerse una rivale "UNIA-ACL agosto 1929", capeggiata da Marcus Garvey.

### L'UNIA Inc.
L'UNIA Inc, dopo la partenza di Garvey, ha continuato ad operare a New York fino al 1941. I presidenti eletti, dopo Weston, sono stati: Frederick Augustus Toote (1929), Clifford Bourne (1930), Lionel Antonio Francis (1931–1934), Henrietta Vinton Davis (1934–1940), Lionel Antonio Francis (1940–1961), Captain A L King (1961–1981) and Milton Kelly, Jr. (1981–2007). Con una storica decisione della Corte suprema del Regno Unito, nel 1939 il presidente Francis venne riconosciuto come erede della tenuta di sir Isaiah Emmanuel Morter in Belize, perciò la sede dell'UNIA, e di conseguenza anche il presidente, vennero trasferiti in Belize nel 1941.
Alla sua morte nel 1961, durante l'Uragano Hattie, la presidenza tornò a New York e venne affidata a King, già presidente della divisione centrale dell'UNIA di New York.

### L'UNIA-ACL 1929 of the World
L'UNIA 1929 capeggiata da Garvey continuò ad operare in Giamaica fino al 1935, quando Garvey si trasferì in Inghilterra. Lì istituì un ufficio dell'UNIA 1929 e continuò a tenere i contatti con tutte le divisioni. I congressi dell'UNIA 1929 si tennero in Canada nel 1936, 1937 e 1938.
Garvey si ammalò a gennaio del 1940, e morì il 10 giugno dello stesso anno. I membri dell'UNIA di tutto il mondo parteciparono a processioni e cerimonie commemorative in suo onore. La segretaria generale Ethel Collins si occupò di gestire gli affari dell'UNIA 1929 da New York fino a quando venne nominato James R. Stewart come successore. Nell'ottobre del 1940 a Cleveland cominciò la pubblicazione di New Negro World.

### La casa madre a Monrovia
Stewart si trasferì a Monrovia nel 1949. Prese la cittadinanza liberiana e trasferì lì anche la casa madre dell'UNIA. In seguito, con la famiglia, si trasferì più all'interno del Paese, a Gbandela, dove costruì un ospedale, una scuola e una fattoria. Steward guidò l'UNIA come presidente generale fino al 1964, anno in cui morì di cancro. Dopo la sua morte, la casa madre venne ri-trasferita e tornò negli Stati Uniti, a Youngstown (Ohio), con James A. Bennett come presidente. Alla sua morte, gli successe Vernon Wilson.
Wilson morì nel 1975, e al suo posto venne eletto Mason Harvgrave. Nell'agosto del 1987 Harvgrave testimoniò alla commissione di giustizia a proposito a Marcus Garvey e alle accuse di frode postale mosse nei suoi confronti anni prima. La commissione di giustizia ritenne Garvey innocente, e sottolineò che negli anni venti era stato ritenuto colpevole a causa del clima sociale del periodo.

### Anni recenti
Dopo la morte di Hargrave, nel 1988, tutti i suoi documenti e altro materiale della casa madre sono stati consegnati in custodia alla Western Reserve Historical Society di Cleveland (Ohio) per la custodia. Dal 1988, l'attuale presidente generale è Cleo Miller Jr.

## Membri famosi
- Dusé Mohamed Ali
- Thomas W. Anderson
- Norman Burton
- Eliezer Cadet
- Shirley Chisholm
- Henrietta Vinton Davis
- William H. Ferris
- Arnold Josiah Ford
- Timothy Thomas Fortune
- Amy Jacques Garvey
- Marcus Garvey
- Hubert Henry Harrison
- Thomas Watson Harvey
- James Haynes
- Samuel Alfred Haynes
- Zora Neale Hurston
- Joseph Robert Love
- Cleo Miller
- Hugh Mulzac
- Robert Lincoln Poston
- Thomas Vincent Ramos
- Sidney Smith[senza fonte]
- James Robert Stewart
- Eric D. Walrond